# سارة كوكلي
سارة كوكلي (بالإنجليزية: Sarah Coakley)‏ هي ثيولوجية بريطانية، ولدت في 10 سبتمبر 1951 في لندن في المملكة المتحدة.